# Ace Combat 3: Electrosphere
Ace Combat 3: Electrosphere (яп. エースコンバット３ エレクトロスフィア Э:су Конбатто Сури: Эрэкуторосуфиа) — третья игра серии Ace Combat. Сюжетная линия здесь значительно отклоняется от всех других игр данной серии: в Ace Combat 3 развиваются военные действия между группами многонациональных корпораций, происходящие в будущем.

## Сюжет
Сюжет игры происходит в будущем (в интерфейсе главного меню игры указан 2040 год) и повествует о войне между группами корпораций, борющихся за территории и, в конечном счёте, за прототип истребителя, известного как X-49 Night Raven, управляемого нервными импульсами пилота (девушки по имени Рена, которая с детства обучалась пилотировать истребители). В период финансового хаоса многие правительства мира превратились в простые корпоратократии. Между этими корпорациями, как и между правительствами, которые они контролируют, часто возникали разногласия, что в конечном итоге привело к войне.

## Группировки
Главные группировки игры: General Resource, Neucom, UPEO и Ouroboros.

## Игровой процесс
Ace Combat 3 была первой игрой в серии с видом от третьего лица, в которой доступен обзор на 360 градусов по всем трём измерениям с помощью правого аналогового стика, что позволяло игроку постоянно держать врагов в поле зрения. Тепло встреченная игроками, эта функция была перенесена в последующие игры серии. Ace Combat 3 была также первой игрой, в которой игрок мог выбирать вооружение самолёта перед каждой миссией. Она стала и первой игрой серии, в которой есть миссия, выполняемая в космическом пространстве. И хотя она всего одна, физическая модель невесомости передана в миссии достаточно точно. Саундтрек представляет собой многообразие электронной музыки, в основном эмбиентные мелодии (в противовес рок-музыке из Ace Combat 2), написанные теми же музыкантами, которые были ответственны за музыкальное содержание Ridge Racer, и получившие одобрение критиков. Арсенал был улучшен по сравнению со второй частью: несколько видов ракет, пулемёты, пушки, лазеры. Среди самолётов были как настоящие (но немного с другим названием и видоизменённые внешне), так и выдуманные прототипы.

## Разработка игры
Выпущенная в 1999 году, японская версия отличалась чрезвычайно динамичным сюжетом, с катсценами, выполненными в стиле аниме, детализированными персонажами, 52 миссиями и разветвлённой сюжетной линией с 5 возможными концовками. Некоторые элементы японской версии игры были перенесены и в Ace Combat 04, среди них радиопереговоры между союзниками и врагами и интеллектуальная система пилотирования самолёта. Американская и европейская версии, выпущенные годом позже, подверглись сильной критике за исключение из версии едва ли не всех элементов сюжета, включая все видеоролики, и сокращение миссий до 36. Однако и не все японские поклонники приняли игру, поскольку они ожидали аркадного игрового процесса Ace Combat 2 вместо аниме-клипов и вымышленных самолётов. Несмотря на это, продажи в Японии были весьма успешными, в то время как исключение части сюжета помешало успеху продаж американской и европейской версии на других рынках.

## Оценки и критика
| Сводный рейтинг       | Сводный рейтинг |
| Агрегатор             | Оценка          |
| --------------------- | --------------- |
| GameRankings          | 73,92 %         |
| Русскоязычные издания |                 |
| Издание               | Оценка          |
| «Страна игр»          | 8,0 из 10       |
| OPM Russia            | 7,5 из 10       |